# Объединение современных архитекторов

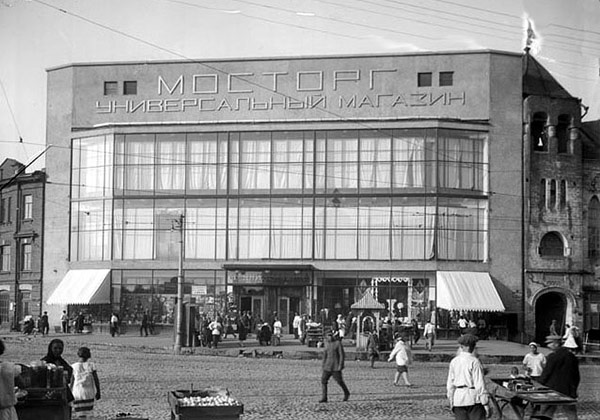
Магазин Мосторг на Красной Пресне, 1929. Арх. братья Веснины

Объединение современных архитекторов (ОСА) — общественная организация, основанная в 1925 году членами ЛЕФа. Выступало под лозунгами конструктивизма и функционализма. Пропагандировало использование новейших конструкций и материалов, типизацию и индустриализацию строительства.

## История
К концу первой половины 1920-х годов, благодаря быстрому росту популярности в архитектурной среде идей конструктивизма, вокруг идеолога и фактического лидера течения А. А. Веснина сложилась группа единомышленников, — М. Я. Гинзбург, В. А. Веснин, Я. А. Корнфельд, В. М. Владимиров, А. К. Буров, Г. М. Орлов, А. Т. Капустина, А. С. Фуфаев и В. Д. Красильников, которые приняли решение создать творческое объединение архитекторов-конструктивистов. К началу декабря 1925 года был разработан устав организации и 19 декабря того же года состоялось первое общее собрание, на котором помимо инициаторов присутствовали архитекторы И. А. Голосов, К. С. Мельников и Г. Г. Вегман. Собрание постановило «признать необходимым создание Объединения Современных Архитекторов, назвать его сокращённо ОСА». Председателем объединения стал А. А. Веснин, его заместителями — М. Я. Гинзбург, В. А. Веснин, секретарём — Г. М. Орлов.

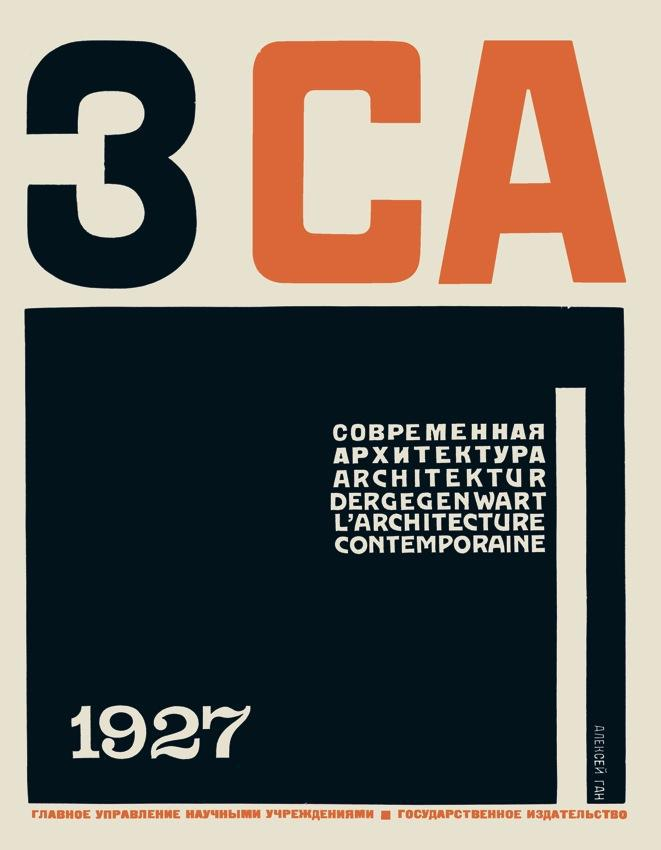
Обложка журнала «Современная архитектура»

Официально оформить новую организацию долгое время не удавалось: Моссовет, ссылаясь на то, что в Москве уже действуют объединения архитекторов (Московское архитектурное общество, АСНОВА и другие), несколько раз отказывался зарегистрировать устав ОСА, предлагая её сторонникам влиться в одну из существующих архитектурных организаций. Лишь осенью 1926 года ОСА при поддержке заведующего Художественным отделом Главнауки Наркомпроса П. И. Новицкого удалось официально оформить своё существование при Государственной академии художественных наук.
Печатным органом ОСА являлся журнал «Современная архитектура» (1926—1930), начавший выходить ещё до официальной регистрации Организации. Из всех творческих объединений архитекторов 1920-х — начала 1930-х годов (МАО, АСНОВА, ОАХ, ЛОА, ВОПРА, АРУ и других) лишь ОСА имело собственный периодический печатный орган. На страницах журнала было изложено кредо объединения — функциональный метод, который требовал от архитектора учёта особенностей функционирования зданий, сооружений и комплексов путём создания их рационального плана и оборудования. Популярность журнала и активная деятельность членов ОСА способствовали появлению новых сторонников организации; отделения ОСА возникли в Ленинграде, Свердловске, Казани, Харькове, Томске, Новосибирске, Киеве, Баку и ряде других городов.
Летом 1927 года ОСА организовало в Москве «Первую выставку современной архитектуры», задачей которой, по словам организаторов, была «широкая пропаганда идей современной архитектуры не только среди специалистов-архитекторов, но и среди широких масс населения». Выставка была открыта в здании ВХУТЕМАСа 18 июня и работала до 15 августа. Выставочный комитет отбирал для демонстрации работы в духе нового направления архитектуры, игнорируя традиционалистов и представителей других творческих организаций; МАО, ЛОА, ОАХ и другие объединения архитекторов приглашения участвовать в выставке не получили, а АСНОВА такое предложение отвергла, посчитав, что подобные выставки не могут быть организованы представителями конкретной творческой группировки. По мнению исследователя архитектуры С. О. Хан-Магомедова, Первая выставка современной архитектуры стала важнейшей выставкой советского архитектурного авангарда, показала его зрелость и наметила новые пути развития конструктивизма.
В 1927 году ОСА было переименовано во Всероссийское объединение современных архитекторов (РОСА), но новое название не прижилось и в дальнейшем продолжало использоваться первоначальное название.
В 1928 году прошла Первая конференция ОСА, ставшая подготовительным этапом к Первому съезду объединения в 1929 году.
В 1930 году ОСА было преобразовано в Сектор архитекторов социалистического строительства (САСС) при Всесоюзном архитектурно-научном обществе (ВАНО), вошло в состав Московского областного отделения ВАНО (МОВАНО). В 1932 году деятельность ОСА — САСС прекратилась в связи с организацией Союза советских архитекторов.

## Некоторые члены ОСА
- М. О. Барщ
- А. К. Буров
- А. А. Веснин
- В. А. Веснин
- В. М. Владимиров
- А. М. Ган
- М. Я. Гинзбург
- И. А. Голосов
- П. А. Голосов
- Я. А. Корнфельд
- Н. С. Кузьмин
- Ле Корбюзье
- И. Л. Леонидов
- К. С. Малевич
- И. С. Николаев
- А. С. Никольский
- Г. М. Орлов
- М. А. Охитович
- А. Л. Пастернак
- А. М. Родченко
- М. И. Синявский
- В. Ф. Степанова
- А. С. Фисенко
- Л. М. Хидекель
- Р. Я. Хигер

- См. также: Категория:Члены Объединения современных архитекторов